# Nominalna stopa procentowa
Nominalna stopa procentowa (ang. interest rate) – wartość odsetek naliczanych od udzielonej pożyczki, który należy zapłacić wierzycielowi. Nominalną stopę procentową wylicza się na podstawie czystej stopy procentowej, kosztu ryzyka inwestycyjnego, stawki WIBOR(R) (ustalanej przez Radę Polityki Pieniężnej), marży wierzyciela oraz oczekiwanej stopy inflacji.